# Emily Haines
Emily Savitri Haines (n. 25 de enero de 1974) es una compositora y cantante de rock canadiense nacida en la India. Es la vocalista líder del grupo musical Metric y miembro de Broken Social Scene. Como artista en solitario, ha trabajado bajo el nombre de Emily Haines & The Soft Skeleton.

## Vida personal
Nacida en Nueva Delhi (India) y criada en Ontario, Haines creció como ciudadana de Canadá y de los Estados Unidos. Es hija del poeta canadiense Paul Haines, hermana de la periodista Avery Haines y de Tim Haines, propietario de Bluestreak Records.
Después de instalarse en Peterborough a los tres años de edad, creció en un hogar rico en cultura musical debido a la influencia artística de su padre. Siguiendo los pasos de él, fue a la escuela de artes de Etobicoke (ESA) para estudiar drama. Allí conocería a Amy Millan y Kevin Drew, con los cuales coloboraría más tarde en la banda musical Broken Social Scene.
Más tarde, entre 1992 y 1993 estudiaría en la Universidad de Columbia Británica en Vancouver y acabaría en la Universidad Concordia en 1996.

## Carrera profesional
Haines conoció al guitarrista James Shaw en Toronto en 1997 y comenzaron a hacer música juntos. Inicialmente el dúo se llamó "Mainstream". Después de publicar el EP "Maisntream EP" cambiaron el nombre de la banda a "Metric". Más tarde, en 2001, se unirían a la banda el bajista Joshua Winstead y el baterista Joules Scott-Key.
Actualmente, como líder de la banda, ha publicado siete álbumes de estudio: Old World Underground, Where Are You Now? (2003), Live It Out (2005), Grow Up and Blow Away (2007), Fantasies (2009), Synthetica (2012), Pagans in Vegas (2015), Art of Doubt (2018), Formentera (2022) y Formentera II (2023).

Como artista en solitario ha publicado bajo el nombre de "Emily Haines & The Soft Skeleton" un álbum de estudio y un EP: Knives Don't Have Your Back (2006) y What Is Free to a Good Home? (2007), inspirados por la muerte de su padre. En 2017 publicó Choir of the Mind.

## Instrumentos
En sus conciertos en vivo con la banda Metric, Haines utiliza dos sintetizadores además de su voz. En ocasiones, Haines también toca la pandereta, la guitarra eléctrica, el piano y la armónica (estos dos últimos instrumentos solamente los utiliza en actuaciones en forma de dúo junto a Shaw).